# مسييه 53

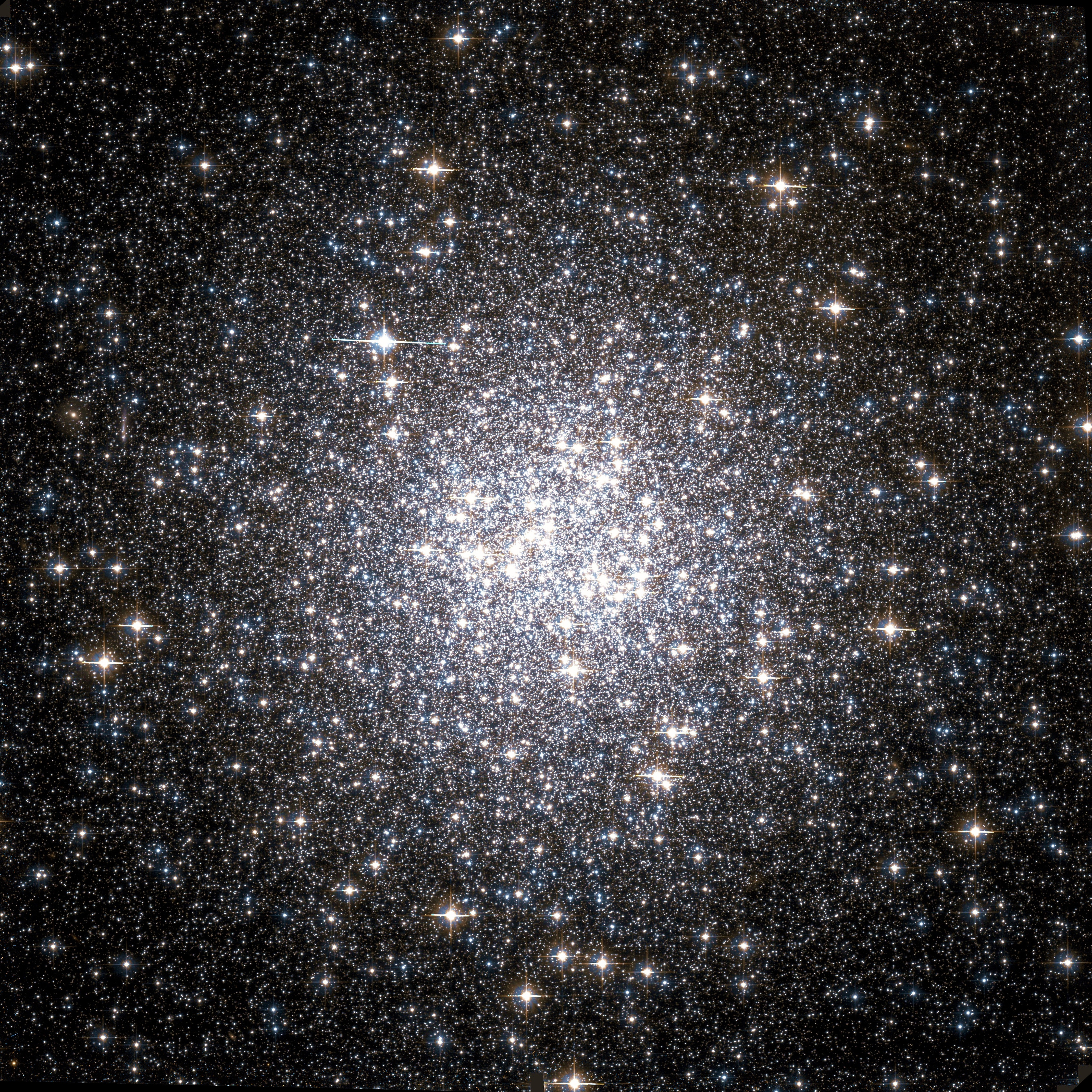

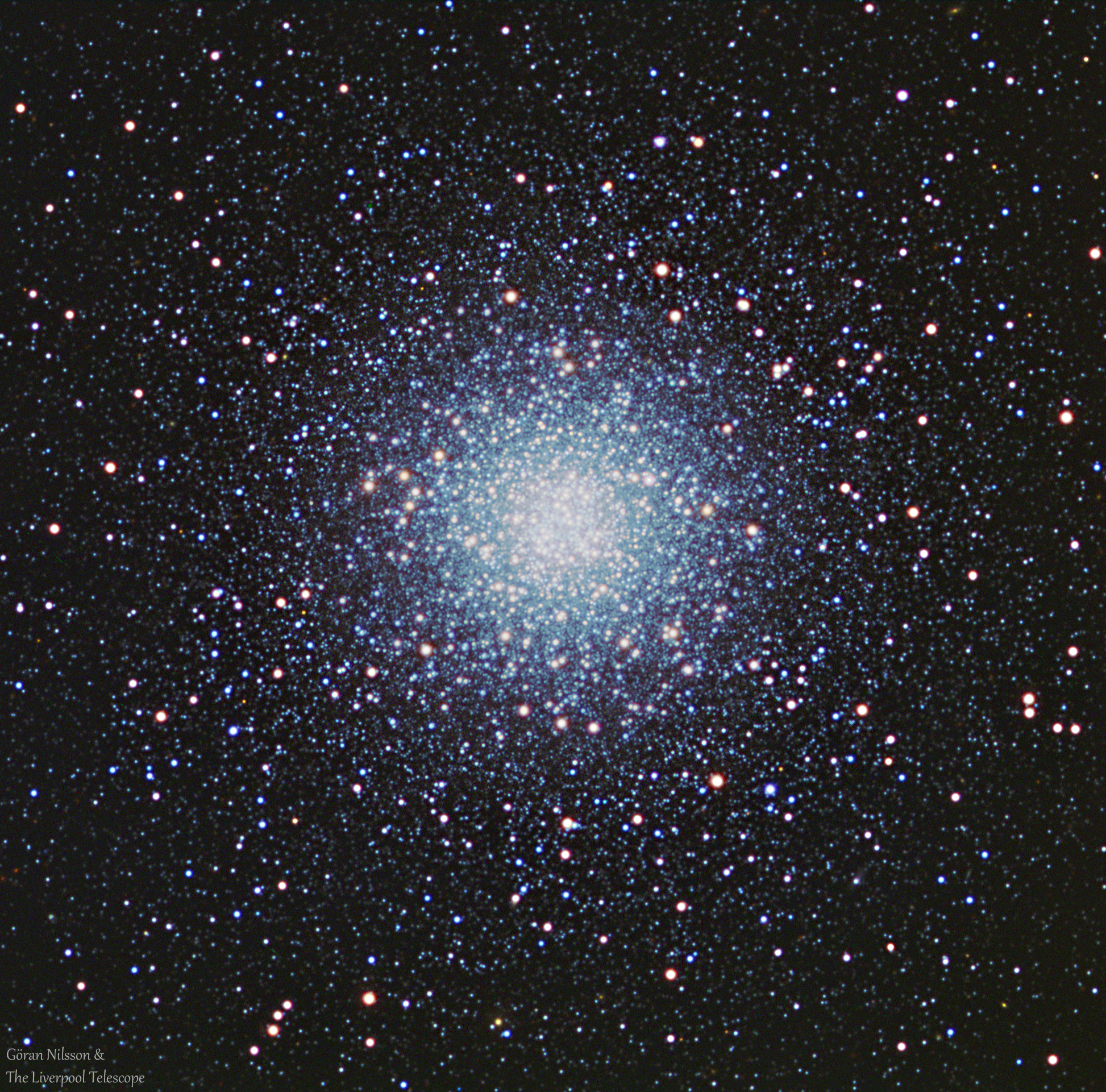
مسييه 53

م53أو مسييه 53 (بالإنجليزية: Messier 53 أو M53أو NGC 5024 ) هو تجمع نجمي يوجد في كوكبة الهلبة . اكتشفه يوهان بوده عام 1775. والتجمع النجمي هذا هو أبعد تجمع عن مركز المجرة حيث يبعد عنه نحو 60.000 سنة ضوئية ، كما يبعد تقريبا نفس البعد عن المجموعة الشمسية (58000 سنة ضوئية).

## خصائص التجمع
- الحجم : 13 دقيقة قوسية
- سطوعه : 3و8 قدر ظاهري
- السطوع الفوتوغرافي : 0و9 قدر ظاهري
- القطر الظاهري : 6و12 دقيقة قوسية
- يتبع مجرة درب التبانة
- يبعد عن الأرض : 58.000 سنة ضوئية

## اقرأ أيضا
- مجرة
- قزم أبيض
- عملاق أحمر
- نجم
- مجرة حلزونية
- مجرة إهليجية
- الانفجار العظيم
- خط زمني للانفجار العظيم
- نجم نيوتروني
- ثقب أسود

## وصلات خارجية
- موقع الكون